# Ostrość widzenia (film)
Ostrość widzenia (tytuł oryg. Focus) – amerykański film fabularny z 2001 roku, wyreżyserowany przez Neala Slavina, oparty na kanwie powieści Arthura Millera.